# Henri Fauconnier
Henri Fauconnier, né à Barbezieux (en Charente) le 26 février 1879, et mort le 7 avril 1973 dans le 16e arrondissement de Paris, est un écrivain français. Il est connu principalement pour son roman Malaisie, qui lui valut le Prix Goncourt 1930. 
Il est le frère de Geneviève Fauconnier lauréate du Prix Femina en 1933. Il fait partie du Groupe de Barbezieux avec Jacques Chardonne, son ami d'enfance, et Geneviève Fauconnier, sa sœur. Il est également l’auteur de quelques tableaux et morceaux de musique.

## Famille
Son père, Charles, était un petit négociant en cognac épris de musique, qui exploitait aussi sa propriété du Crû à Saint-Palais-de-Négrignac. Sa mère, Mélanie, habitait Limoges où elle avait pour meilleure amie Anna Haviland (des Porcelaines Haviland).
Leur mariage (1874) fut organisé par Anna dès que celle-ci eût épousé Georges Boutelleau, poète, dramaturge et romancier barbezilien. (Sa famille produisait du cognac et promouvait le beurre de Charente). Ils eurent six enfants, de 1875 à 1891 : Henri, prix Goncourt 1930, fut le troisième, et Geneviève Fauconnier (1886-1969), prix Fémina 1933, fut la quatrième. Quatre enfants, de Madeleine : Hélène, Bernard, Roland et Joël.

## Biographie

### À Barbezieux
Dans un milieu catholique, six enfants, leurs cousins et leurs amis, vivent très libres dans le grand jardin et les chais de Musset. Henri Fauconnier est l’aîné et l’inspirateur de la bande. Jacques (le futur Chardonne) vient tous les jours. On joue et on écrit beaucoup. Un journal est publié, des revues théâtrales sont jouées sur la place du château, dont les textes et la musique sont écrits par Henri. Henri et Jacques savent qu’ils seront écrivains. En 1901, à la mort du père, longtemps malade, la famille est presque pauvre. Henri termine son droit à Bordeaux puis, refusant une place chez son oncle, part en Angleterre où il enseigne pendant deux ans le français et la musique dans le petit collège de Wells House. C’est là qu’un article de revue attire son attention : il paraît qu’on peut faire fortune à Bornéo en plantant des sagoutiers. L’idée prend corps. S’il veut écrire, il lui faut d’abord s’assurer des loisirs et, pour cela, le seul moyen est de faire fortune. Par Jacques Chardonne, il rencontre deux jeunes Français volontaires pour l’aventure.

### En Malaisie
Il s'embarque à Marseille le 10 mars 1905. À l’escale de Singapour, il décide d’abandonner Bornéo pour les plantations de caoutchouc de Malaisie, plus prometteuses. Fauconnier fait un stage à ses frais chez un planteur de Kelang (près de Kuala-Lumpur) et y apprend le métier et les deux langues indispensables, malais (langue) et tamoul. En août, il découvre le terrain de leur future plantation dans les terres fertiles et lointaines situées sur les collines, au-delà de la rivière Selangor. Il en obtient une concession de 600 hectares et s’installe au début de 1906 à Rantau-Panjang, au bord de la Selangor. Fauconnier aime tout, le climat, les gens, les lieux et les paysages, son énorme travail et la vie qu'il mène. Et tout lui réussit. Sa mère vend pour lui en secret les fonds russes destinés à « doter » ses jeunes sœurs. Grâce à ces 20 000 francs, et aux fonds que son ami Jacques met dans l'affaire, la plantation va de l’avant et il en devient le principal propriétaire. En janvier 1909, il fonde à Bruxelles la « Plantation Fauconnier et Posth », avec l’aide du banquier belge Adrien Hallet qui deviendra son ami. Fauconnier a investi tout son bien en actions et en parts de fondateur. Des amis de Charente le rejoignent et l’aident à étendre sa plantation. La fortune lui arrive alors, avec le doublement du prix du caoutchouc et le triplement de la valeur de ses actions dans la seule année 1910. Fauconnier devient le Directeur général des plantations du groupe Hallet en Extrême-Orient (Sumatra, Java, Indochine et Malaisie). En 1911, sur une idée d’Hallet, il envoie de Sumatra en Malaisie quelques sacs de graines de palmiers à huile (Elaeis Guineensis) qui seront à l’origine des immenses plantations de la Malaisie. Lui-même commencera en 1917 à Tennamaram, près de Rantau-Panjang, la première plantation de palmiers à huile de Malaisie. Après plusieurs séjours en Malaisie sa famille le rejoint pour s’y établir. Fauconnier sent alors qu’une page est tournée : cette réussite matérielle qu’il a voulue, qu’il a conquise dans la joie par un immense travail et beaucoup de chances, lui suffit. C’était un moyen et non une fin. En gardant un œil sur les plantations, il fait construire tout à côté, pour lui et à ses frais Rantau Tinggi[Quoi ?] (littéralement en malais : région des Hauts, ou des Hautes Terres). Là, il va enfin se consacrer à son envie d’écrire. Il a déjà en tête le livre qu'il veut écrire sur le bonheur de vivre en Malaisie.

### La Guerre de 1914-1918 et le mariage
Mais la guerre éclate. Personne en Malaisie ne s’y attendait. Les Français des plantations s’engagent aussitôt, laissant les femmes jusqu’à leur retour prochain, à Noël. Fauconnier refuse au consul de France de rester sur place pour garantir la production. Il se fiance à Madeleine Meslier (1887-1978), sœur d’un planteur, ami d’enfance de Barbezieux. Le mariage et la guerre vont compléter son ouverture sur la vie et son expérience de futur écrivain. Après quelques mois passés dans un dépôt de Périgueux (un véritable « dépotoir » où règnent la crasse, la bêtise, le règlement et l’incurie militaires), il arrive sur le front, où il participe comme deuxième classe aux grandes batailles sauf pendant deux périodes, sa formation à l’école d’officiers de Mourmelon en fin 1916 et la permission qu'il prend chez lui en Malaisie après son mariage en Charente en mars 1917. De là, il est détaché quelques mois en Indochine, auprès des tirailleurs annamites, pour assister Auguste Chevallier à créer des cultures stratégiques. À l’automne 1917, on le réclame en France comme interprète auprès de l’armée anglaise. Il laisse Madeleine à Saïgon, enceinte et malade. Pendant toute la guerre, dans ses Lettres à Madeleine, Fauconnier maudit les Européens et rêve d’être en Malaisie.

### En Tunisie
Dès sa démobilisation, Fauconnier dépose sa femme en Suisse, près de Chardonne où habite son ami Jacques. Elle est menacée de tuberculose. Puis il part en Malaisie rejoindre des plantations qui ont besoin de lui et qu’Hallet souhaite agrandir et réorganiser. il n'a pas le temps de vérifier s'il est capable ou non d'écrire son premier livre. Il fait plusieurs voyages d’inspection jusqu’en 1928 (Malaisie et Indochine), obligé par une longue crise du caoutchouc d’y rester travailler pour vivre. Puis, afin de s’assurer de revenus plus stables, il accepte des postes  d’administrateur dans plusieurs sociétés de plantations tropicales. Constatant qu’il n’aime ni Paris ni le climat de la France, il s’installe à Radès, près de Tunis, en 1925. « La Terrasse » est une grande maison basse de style arabe entourée d’un immense jardin. Son livre avance, mais lentement.

### Malaisieet le prix Goncourt
Au début de 1930, Jacques Boutelleau, qui a pris le nom de Jacques Chardonne à son premier roman, L’Épithalame, publié en 1921, est à Paris avec Maurice Delamain, son beau-frère, l'éditeur de la maison Stock. Il offre à Jean Paulhan de faire paraître Malaisie dans les cahiers de la NRF Ils sont tous les deux enthousiastes des chapitres que leur a montrés Fauconnier. Jacques n’a jamais cessé d’avoir une grande admiration pour Henri. Après avoir tout tenté pendant la guerre pour le faire sortir des tranchées, il veut si fort pour lui le prix Goncourt qu’il est à la limite d’indisposer, et son ami, et le jury du Goncourt. Le succès populaire et d’estime de Malaisie est considérable et la presse très favorable, même avant l’attribution du prix. En 1930, naît aussi un quatrième enfant dans la famille Fauconnier.
Henri Fauconnier a besoin de paix et de temps pour écrire. Il n’est pas perturbé par la célébrité qui suit son Prix Goncourt. Mais son temps lui est mangé. Il ne veut renoncer ni à sa famille et ses amis, ni à la lecture, à la musique, au jardinage, au tennis, aux échecs, aux jeux avec ses enfants, à la flânerie et à sa correspondance. Être écrivain n’est pas pour lui prioritaire. Il se voit plutôt comme «homme de lettres» et, en jouant sur les mots, il est vrai que ses lettres montrent toutes ses qualités d’épistolier. Cependant il apprécie beaucoup les rencontres ou les échanges de lettres avec des écrivains (Jean Amrouche, Georges Bernanos, Henri Bosco, Jean Cocteau, Colette, Lucie Delarue-Mardrus, Alfred Fabre-Luce, Paul Géraldy, André Gide, Jean Giono, Jean Guéhenno, A. Guibert, Henri de Keyserling, Roger Martin du Gard, Maurice Maeterlinck, Jean Paulhan, Romain Rolland, Jean Schlumberger…). Et il a la joie de voir décerner, en 1933, le prix Femina à sa sœur Geneviève pour son roman Claude, qui est aussi un grand succès de librairie. Le cas est unique en France d’un frère et d’une sœur, prix Goncourt et prix Femina.

### Visions
Fauconnier avait détesté le traité de Versailles. Il comprenait que l’Europe prenait ainsi l’énorme risque de voir recommencer l’ignoble guerre  de 1914-18. Au cours des années trente, bien que Malaisie lui donne les moyens de franchir dans l’aisance les années de la grande crise, son moral est très atteint par le fascisme italien et la conquête de l'Abyssinie, par la montée de l’hitlérisme, et par la guerre civile espagnole. En octobre 1938, il publie, chez Stock encore, un recueil de nouvelles donnant quelques Visions de sa vie passée (La Dame, Noël Malais, Inde Dravidienne, Barbara, Les Asphodèles et Vision). La critique en est aussi bonne que pour Malaisie mais les lecteurs pensent davantage aux menaces de guerre. Craignant les visées de Mussolini sur la Tunisie, la famille quitte «La Terrasse» durant l'été 1939 pour s’installer à Musset.

### La Guerre de 1939-1945 et les dernières années
La vie n’est pas facile pendant l’Occupation. Les enfants ont grandi et Fauconnier, malgré les réserves rapatriées en France, se voit progressivement coupé de ses ressources (Belgique, Angleterre, Malaisie, Indochine). Il n’a plus l’envie ni le courage d’écrire. Le froid et le ravitaillement sont les soucis majeurs. Son ami Jacques multiplie ses lettres en imaginant pouvoir le convaincre de la victoire des Allemands. Lui préfère écouter la BBC. L’après-guerre aussi est difficile, mais en 1947 il accepte d’être le chef du « Groupe des Écrivains Fédéralistes » pour les « États-Unis d’Europe ». En réconciliant les peuples, on empêchera peut-être les gouvernements de prétendre être investis de missions nationalistes.
En 1950, profitant de l'adoucissement du contrôle des changes, il achète une maison du bord de mer à Boulouris où il recevra longtemps la famille qui s'agrandit. En 1957, la Société de plantations qui a englobé son affaire (la SOCFIN du groupe Rivaud) lui offre un voyage du cinquantenaire en Malaisie. L’ancien pionnier en lui est ravi, mais, climatisée et asphaltée, ce n’est plus «sa» Malaisie d’antan. Il s’installe alors dans une vieillesse tranquille et active, jouant au tennis et aux échecs, jardinant et nageant, rêvant un moment, sous l'amicale pression de Robert Stiller, son traducteur polonais, de reprendre son Malaisie II et tenant toujours sa correspondance. Il partage son temps entre la Côte d'Azur, Paris (qu’il aimerait fuir mais où habitent enfants et petits-enfants), et la Charente. Mort à Paris en avril 1973, il est enterré au cimetière de Barbezieux. Son seul vœu fut que Musset soit conservé dans la famille.

### A Kuala Lumpur, hommage à son œuvre
En 2014 le lycée français de Kuala Lumpur est rebaptisé Henri Fauconnier.

## Œuvres
- Malaisie, Éditions Stock, 1930, Prix Goncourt. Réédité en permanence, en français comme en anglais. Les dernières éditions, illustrées par Charles Fauconnier, ont été publiées par les Éditions du Pacifique à Paris-Singapour.
- Visions, Stock, 1938, recueil de nouvelles (La Dame, Noël malais, Inde dravidienne, Barbara, Les asphodèles, Vision).
- Lettres à Madeleine, 1914-1918, Stock, 1998 (prix à Roland Fauconnier en 1999 de l'Académie de Saintonge).

### Tirages spéciaux
- Noël Malais suivi de Barbara, Stock, 1941, illustré par Charles Fauconnier.
- Le Bonheur de Barbezieux (de Jacques Chardonne) suivi de La Dame d’Henri Fauconnier, Stock, 1943, Illustré par André Jordan.
- Vision, Lenka lente, 2013.

## Éditions et traductions deMalaisie

### Éditions deMalaisie
- Stock, 1930-1931 ; 1943 illustré par H. Camus ; 1946 ; poche 1987 ; 1998
- Ferenczy (Le livre moderne illustré), illustré par Henri Camus, 1933-1935-1939
- Le Rocher de Monaco, 1951
- Arthème Fayard (Le Livre de demain), 1955
- Le Club du Beau Livre de France, collection « Les Beaux Romans », 1954
- Éditions du Pacifique, illustré par Charles Fauconnier, 1996, Photographies et Dossier, 1996, 2003, 2017.

### Traductions deMalaisie
- En anglais, par Eric Sutton, 1931.
- Titre: pour le Royaume-Uni, The Soul of Malaya; pour les Etats-Unis, Malaisie. Rééditions en 1948 (Penguin book), 1954, 1965 (Oxford U.P. Singapore), 1972 et 1990 (O.U.P. Kuala Lumpur), 2003 et 2015 (Archipelago Press, Singapore).
- En tchèque, espagnol et allemand, entre 1932 et 1939.
- En néerlandais et polonais (par Robert Stiller), 1986.
- En malais, par Muhammad Haji Salleh, 2015.
- En italien, par Alessandro Giarda, 2023.

En français, les tirages ont nettement dépassé 200 000 exemplaires.

## La Presse, à propos deMalaisie

### À l’époque
« Voici un véritable événement littéraire. Un poète, un écrivain nous est né. Malaisie doit durer pour l’enchantement des hommes. » (Frédéric Lefèvre, Le Soir, décembre 1930)
« Ce qu’il y a d’histoire romanesque dans ce livre est à peu près insignifiant à côté de son élément essentiel : sa force de style, sa poésie intense, ses puissantes racines humaines et divines, et en somme sa haute, raffinée et savante littérature. » (Albert Thibaudet, Candide, 10 décembre 1930)
« Malaisie est une œuvre extrêmement forte et qui témoigne d’une maturité d’esprit et d’une maîtrise exceptionnelle. Peu de livres donneront une satisfaction aussi complète que celui-ci. Malaisie est avant tout un état d’âme de son auteur. Il est comme le résultat d’un mariage entre lui et la nature là-bas. » (Pierre Descaves, l’Avenir, 10 décembre 1930)
« Le choix de l’académie Goncourt a été cette année particulièrement heureux. Je ne vois aucun livre supérieur à Malaisie. » (Edmond Jaloux, Les Nouvelles Littéraires.)
« Un excellent bouquin, et qui va avoir certainement un très gros succès. » (Léon Daudet)
« Malaisie est une œuvre de jeunesse écrite par un homme mûr. » (…) « Nous avons voulu asservir d’autres peuples avant d’avoir atteint l’âge de raison… » (Interview : « Une heure avec Henri Fauconnier », de Frédéric Lefèvre, Nouvelles Littéraires, 30 mai 1931.)

### Plus récemment
« Malaisie, à sa parution, connut un immense succès. C’est un livre qui n’a pas une ride et auprès duquel La voie royale, de Malraux, ressemble à du toc. » (Raphaël Sorin, Le Matin, 27 janvier 1987.)
« La première lecture dans les années cinquante m’avait subjugué. Près d’un demi-siècle s’est écoulé, le bonheur demeure. N’en est-il pas ainsi des livres qui nous grandissent ? » (Louis Nucéra, Valeurs actuelles, 26 octobre 1996.)
« Un Goncourt qui se lit avec passion. Soixante-huit ans après. » (Bernard Frank, Nouvel Observateur, 9 avril 1998.)
« C’est un livre vrai, authentique, comme on disait en 1945, pesant son poids de vécu, comme on dit pour le moment. » (Éric Ollivier, le Figaro littéraire du 17 décembre 1998.)
« Malaisie éveille, enchante, entraîne les sens du lecteur dans un univers dont les lois réelles, substantielles, profondes, ne cessent de nous échapper. » (Jacques Lacarrière, Nouvelles Clés, 1998.)
« Rien n’a vieilli dans Malaisie. Ni la langue, pure, ductile, mêlant avec élégance tous les registres, ni la forme, libre, qu’on dirait “moderne”. Carnet de voyage, autobiographie, essai ethnologique, philosophique, fiction, poème : Malaisie est tout cela. » (J.M. Planes, Sud-Ouest Dimanche, janvier 1999.)

### Sources et références
- Pierre Labrousse, Retour en Malaisie de Henri Fauconnier, Archipel 54 - 1997, Paris, p. 207-224.

- Véronique Bonnet-Nora, La Maison des Palmes, 2003, documentaire de 50 minutes.

- Bernard Fauconnier, La fascinante existence d'Henri Fauconnier : Prix Goncourt 1930,  Saint-Malo, Éditions G.D.,2004.
- Roland Fauconnier, Henri Fauconnier, conquêtes et renoncements, Paris, Éditions du Pacifique, 2014, 330 p.
- Sur les traces d'Henri Fauconnier et du pantoun malais, Actes des rencontres de Barbezieux, juillet 2015, Toulouse, Éditions Arkuiris, 2016.
- Pour l'Amour de l'Art, Lettre de lAssociation des amis de l’œuvre de Pierre Boulle, octobre 2016, interview de Roland Fauconnier par Jean Loriot-Boulle, p. 7-15.